# Bluff Island (ö i Falklandsöarna)
Bluff Island är en ö i territoriet Falklandsöarna (Storbritannien). Den ligger i den västra delen av ögruppen, 160 km väster om huvudstaden Stanley.